# Нам Гёнджин
Нам Гёнджин (кор. 남경진, род.25 августа 1988) — южнокорейский борец вольного стиля, призёр чемпионатов Азии и Азиатских игр.

## Биография
Родился в 1988 году. В 2005 году стал бронзовым призёром первенства Азии среди кадетов.
В 2009 году завоевал серебряную медаль чемпионата Азии. В 2014 году стал бронзовым призёром Азиатских игр. В 2016 году завоевал бронзовую медаль Всемирных военных игр. В 2018 году стал бронзовым призёром Азиатских игр.